# Mödling (zřícenina hradu)
Hrad Mödling, přesněji zřícenina tohoto hradu, leží nad údolím města Mödlingu, v rakouské spolkové zemi Dolní Rakousy, jen několik kilometrů od jihozápadního okraje Vídně. 
Nachází se v přírodním parku Föhrenberge, přímo na okraji Vídeňské pánve. Skalnatá oblast údolí je také nazývána Brühl, a od toho je nazvaná také městská část „Vorderbrühl“ a městys Hinterbrühl. 

## Historie
Hrad byl sídlem jedné z vedlejších větví Babenberků. Postavil ho počátkem 11. století Jindřich I. z Mödlingu, syn Jindřicha Jasomirgotta (asi 1107–1177) a bratr Leopolda V. Babenberského (1157–1194), a existoval do roku 1556, kdy kvůli úderu blesku zcela vyhořel. Ve 12. století byly vypracovány výkresy k přestavbě hradu, ale od té doby se stavba již mění jen v ruinu. Jindřich z Mödlingu se tituloval vévodou, ačkoliv Mödling nikdy nebyl žádným vévodstvím. 
Prominentním hostem byl podle místní tradice v roce 1219 pěvec lásky (minnesänger) Walther von der Vogelweide. Tento pobyt však není doložen. Jiný známý pěvec Neidhardt von Reuental se ale v jedné své písni zmínil o svém skutečném pobytu v Mödlingu kolem roku 1230; zmínil se i o tom, že se hradní páni méně zapojovali do válek, ale více se věnovali umění. 
V hradu je kaple zasvěcená svatému Pankráci. 
Protože hrad byl oblíbeným cílem turistů, byla zřícenina v městem Mödling částečně opravena. 
V blízkém okolí se nachází hrad Liechtenstein.